# Otto Lehmann (Maler)
Otto Lehmann (* 17. Juni 1943 in Solothurn; † 14. Oktober 2021) war ein Schweizer Zeichner und Maler.

## Leben und Werk
Otto Lehmann absolvierte von 1958 bis 1963 in Solothurn eine Ausbildung zum Grafiker. Anschliessend studierte er an der Kunstgewerbeschule Bern. Bis 1981 arbeitete Lehmann als Gebrauchsgrafiker.
Lehmanns professionelle künstlerische Tätigkeit als Zeichner und Maler begann Mitte der 1970er Jahre. Im Umfeld der sogenannten «Innerschweizer Innerlichkeit», beschäftigte er sich mit geometrischen Formen und archaisch-zeichenhaften Symbolen wie Schlange, Frau, Dreieck, Gitter, Spirale. In der zweiten Hälfte der 1970er Jahre beschränkte er sich auf Bleistiftzeichnungen sowie auf die menschliche Figur und menschlich-tierische Hybridwesen, die als isolierte archetypische Gestalten in existenziellen Situationen gezeigt werden. (Abb. A)
1980 begann in einer ersten Ausstellung die Zusammenarbeit mit der Galerie Jörg Stummer in Zürich. Dort zeigte Lehmann Arbeiten, die sich durch eine emotional äusserst aufgeladene Figuration und einem physisch-heftigen Gestus der Zeichnung mit dem Bleistift ausdrückten. Diese Arbeiten führten im Kontext der damals aktuellen neoexpressiven, wilden figürlichen Malerei zu nationaler Anerkennung Lehmanns. Auf Einladung von André Kamber waren 1982 in einer Ausstellung  im Kunstmuseum Solothurn, zusammen mit Aldo Solari und Anselm Stalder, Wandtafelzeichnungen (Ölpastellkreide auf schwarz grundierten Sperrholz- und Holzfaserplatten) sowie Pinselzeichnungen zu sehen. Ab 1983 entstanden Acrylgemälde mit aggressiven Szenen und  Stillleben-Arrangements.
Ab Mitte der 1980er bis Anfang der 1990er Jahre entstanden Bilder mit abstrakten Raumstrukturen. Obwohl sie noch wie die figürlichen Motive als Projektionen eigener und gesellschaftlicher Befindlichkeit zu verstehen waren, gewann in diesen Arbeiten der Malprozess gegenüber der bedrohlichen inhaltlichen Dimension zunehmend an Bedeutung. Arbeiten aus dieser Werkphase zeigte Lucy Grossmann 1988 im Kunstmuseum Thurgau in der Kartause Ittingen. (Abb. B) Im gleichen Jahr war auch die Ausstellung in der Galerie Roberto Medici in Solothurn. Die Werkgruppe kulminierte 1994 in Gemälden mit Streifen- und Bänderstrukturen, zu sehen in zwei von Nicolas Raboud kuratierten Gruppenausstellungen; 1997 im Musée Cantonal des Beaux-Arts in Freiburg und 1999 im Musée Cantonal des Beaux-Arts in Sitten, unter dem Titel Saxifrage, le désespoir-du-peintre, La tendance expressive dans la peinture suisse contemporaire.
In der Folge reduzierte Lehmann das formale Spektrum zugunsten von Experimenten mit unterschiedlichsten Zeichen-, Malmitteln und Techniken (Kugelschreiber, Tusche, Tintenroller, Perlacryl). (Abb. C) Was diese Arbeiten mit den Werken der 1980er Jahre verbindet, ist die physische Intensität des Entstehungsprozesses und die Vermeidung gefälliger Ästhetik. 2001 zeigte Christoph Vögele wiederum im Kunstmuseum Solothurn grossformatige Kugelschreiberzeichnungen und Tuschemalereien sowie eine Installation mit monochromen Bleistiftzeichnungen Lehmanns. Nach einer Phase mit aggressiven geometrischen Formen, die mit dem Bleistift auf monochrome Acrylgründe gesetzt sind, wandte sich Lehmann erneut der Malerei zu.
Ab 2007 entstanden Bilder mit zeichenhaft reduzierten Gegenständen, die oft einen architektonischen Charakter besitzen (Abb. D) und später wieder ungegenständliche Malereien mit amorphen Farbverläufen und abstrakte Bleistiftzeichnungen. Anschliessend zeichnete er mit dem Tuschepinsel holzschnittartig, grossformatig auf Rollenpapier. Es entstanden Werke mit den Titeln Die drei Grazien und Die drei Nornen. (Abb. E) 
2014 gewann Lehmann den öffentlichen Wettbewerb für Kunst am Bau in der Justizvollzugsanstalt Solothurn in Zusammenarbeit mit seiner Frau Kristin Lehmann. Das Thema «Der Wollknäuel der Ariadne» überzeugte in seiner Konsequenz die Jury. Es entstanden fünf Wandzeichnungen, eingeschnitten in Sichtbeton und ausgefüllt mit Epoxydharz, Symbol für den abgewickelten Faden des Knäuels der Ariadne und drei Objekte in den nicht zugänglichen Lichthöfen zwischen den Zellengängen. Diese Objekte sind ebenfalls aufgebaut aus rotem Epoxydharz und stellen die Wollknäuel dar. Zur Arbeit erschien eine Broschüre mit dem Titel Kunst im Knast.
Ab Anfang 2015 befasste sich Lehmann mit Farbstiftzeichnungen unter dem Titel Noli me tangere. (Abb. F) In diesen befasste er sich mit der Thematik der Schönheit in der Natur. Fotografischen Aufnahmen von Viren und Bakterien interessierten ihn.

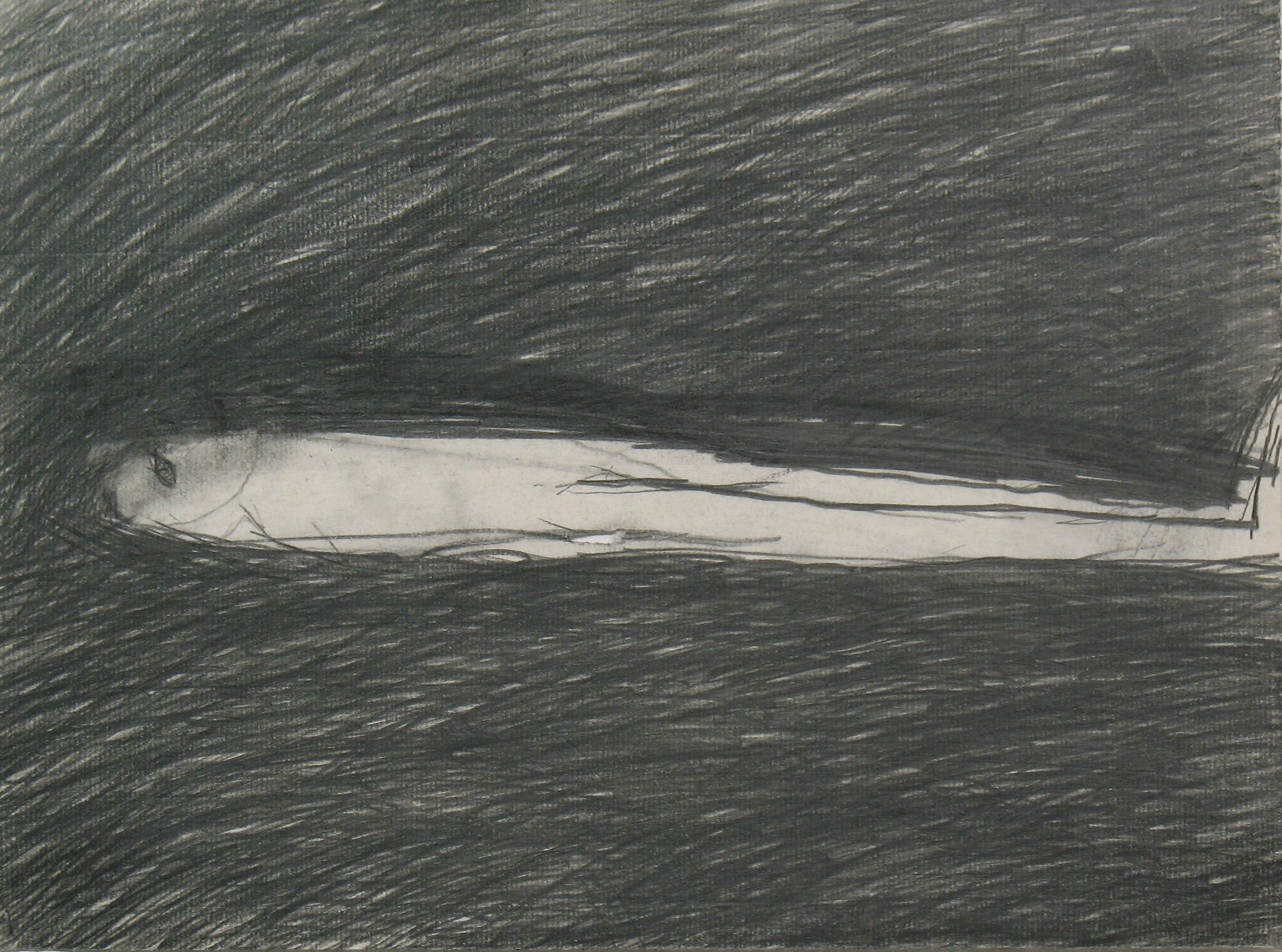
(A) Bleistiftzeichnung auf Ingres Büttenpapier, 1980
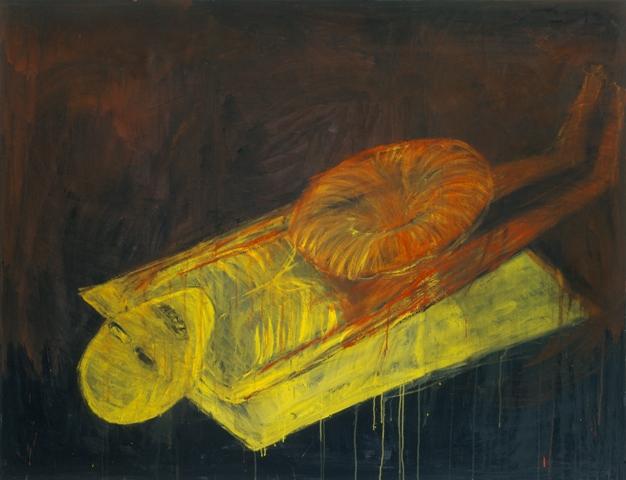
(B) Acrylmalerei auf Baumwolltuch 1985, Sammlung Kunst(Zeug)Haus Rapperswil-Jona
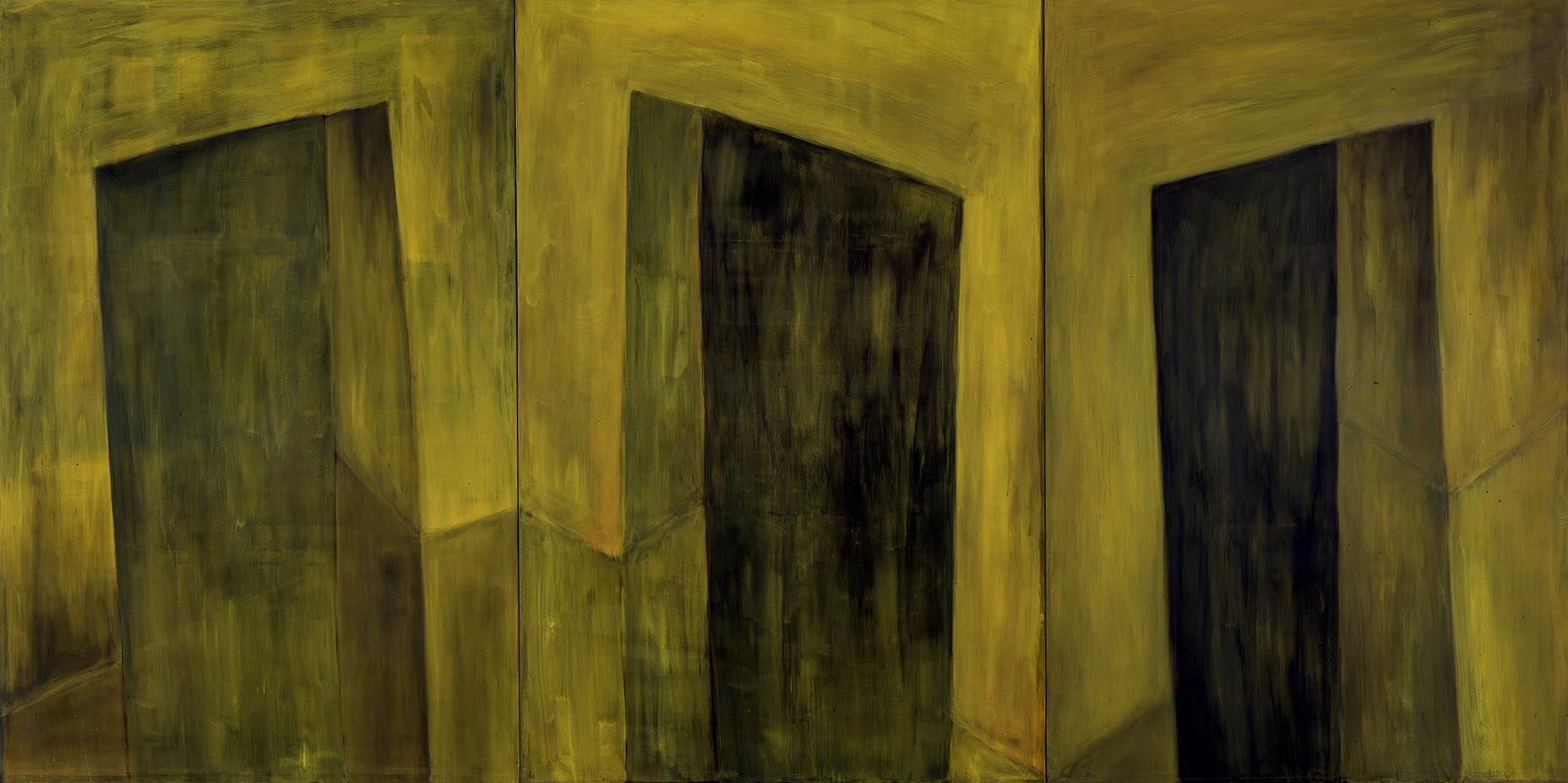
(C) Acrylmalerei auf Baumwolltuch 1987 Sammlung Kunstmuseum Solothurn
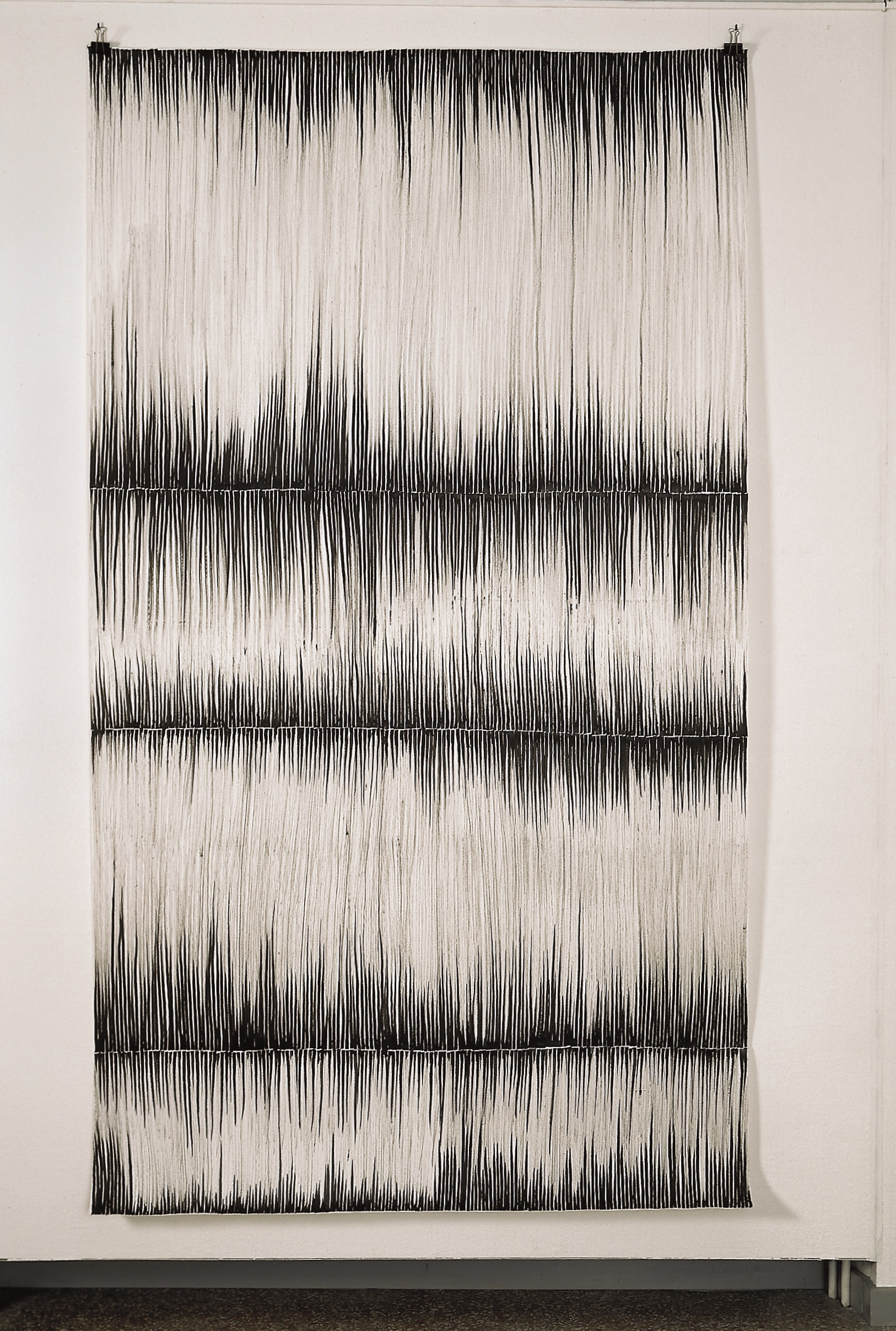
(D) Tuschezeichnung auf Papier, 1999, Sammlung Kunstmuseum Solothurn
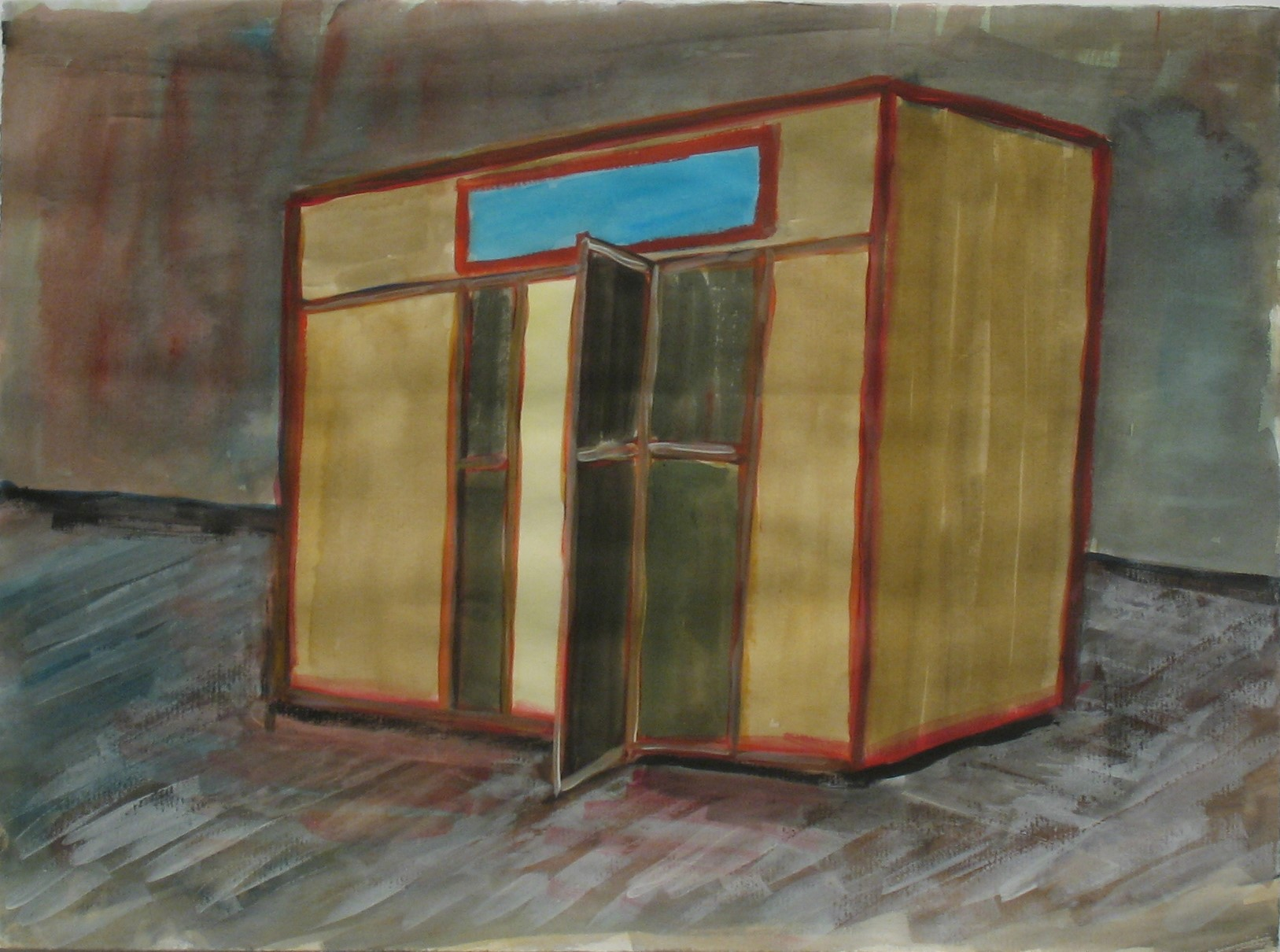
(E) Acrylmalerei auf Ingres Büttenpapier, 2008, Sammlung Kunstmuseum Olten
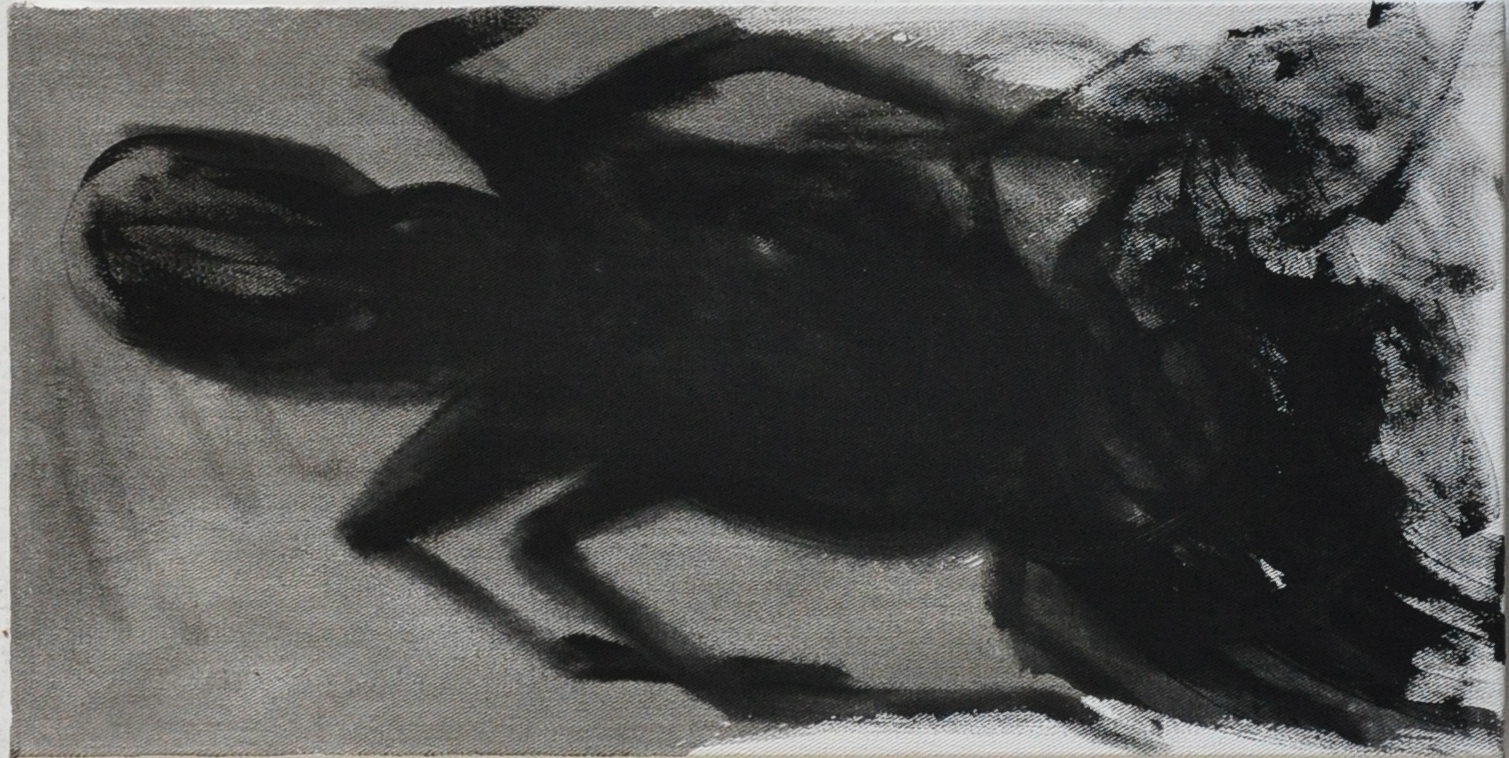
(F) Acrylmalerei auf Baumwolltuch, 2012, Privatbesitz
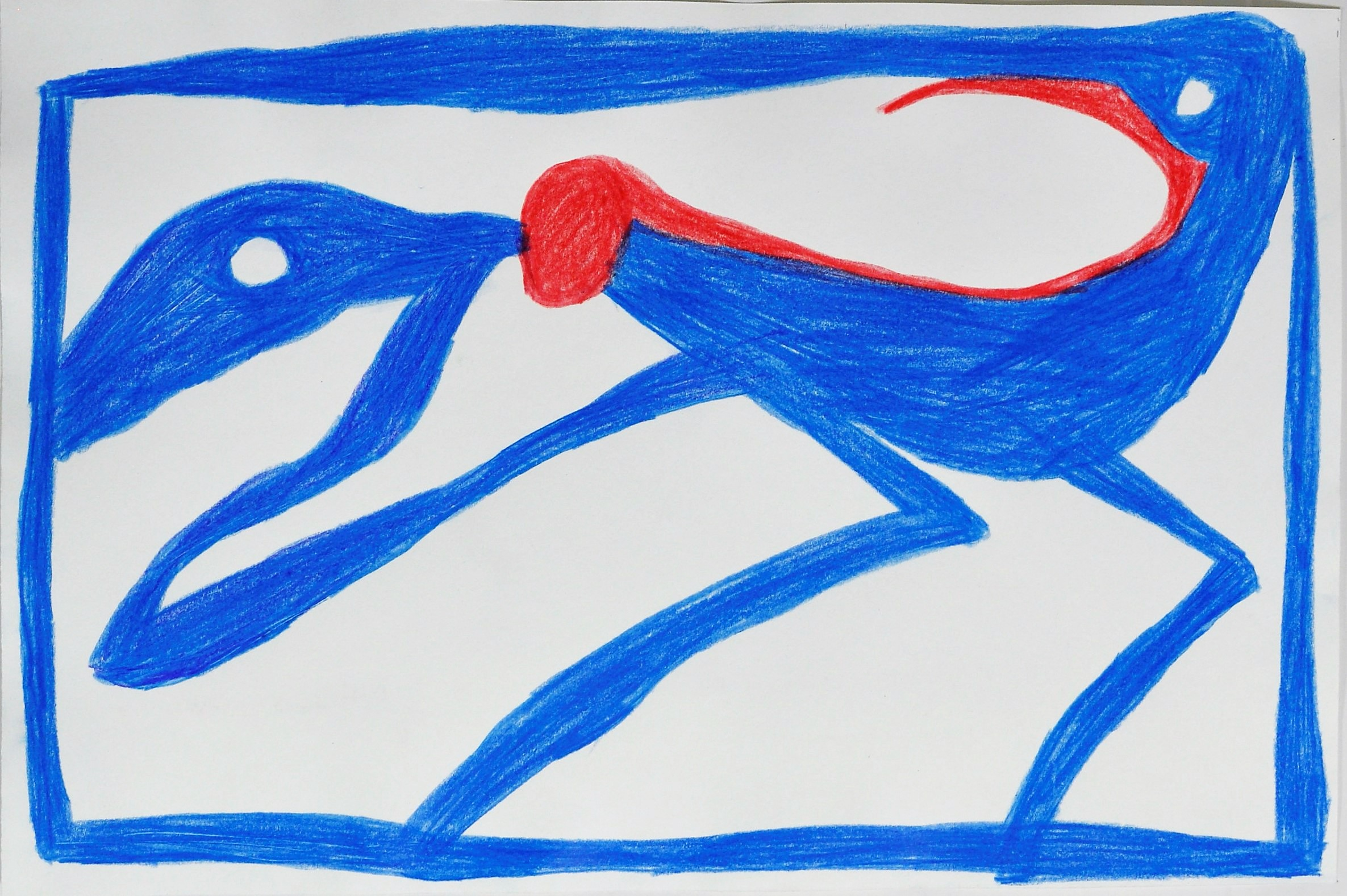
(G) Farbstiftzeichnung auf Papier, 2015, W-Borrer-Stifrtung. Kunstmuseum Solothurn

## Auszeichnungen
- 1976: Eidgenössisches Kunststipendium
- 1982: Eidgenössisches Stipendium für freie Kunst
- 1989: Joseph-Ebinger Gedenkpreis Luzern, anlässlich der Jahresausstellung im Kunstmuseum Luzern
- 1990: Preis für Malerei des Kantons Solothurn
- 1992: Preis der Jury Jahresausstellung der Innerschweizer Künstlerinnen und Künstler, Kunstmuseum Luzern
- 1994: Anerkennungspreis der Stadt Luzern[13]

## Ausstellungen

### Einzel- und Doppelausstellungen
- 1983: Gemeindegalerie Gersag Emmenbrücke
- 1988: Galerie Medici, Solothurn
- 1988: Kunstmuseum des Kantons Thurgau, Kartause Ittingen
- 1989/1991: Galerie Seywald Salzburg
- 1990/1987: Galerie Prosart Luzern
- 1991/1986/1984: Galerie Thomas Flora Innsbruck
- 1994/1991/1989/1989/1986/1984/1982/1980: Galerie Jörg Stummer Zürich
- 1994: Sammlung Scheuermann Köln
- 1994:Kunstraum Burgdorf, mit René Zäch
- 1996/1993/1989: Galerie Patrik Fröhlich Bern
- 1997: Sammlung Scheuermann Köln, mit Michael Lehmann
- 1997/1991: Kunstraum Burgdorf
- 2001/1995: Kunstmuseum Solothurn
- 2002/1994: Galerie Hofmatt Sarnen
- 2003/2001: Galerie Patrik Fröhlich Zürich
- 2009/2003: Galerie Rössli Balsthal
- 2009/2007: Galerie Pia-Anna Borner Luzern
- 2011/2008: Galerie Brigitta Rosenberg Zürich
- 2021/2012/1993/1979/1976: Freitagsgalerie Imhof Solothurn
- 2016: M1 / Museum 1 Adligenswil
- 2016: o.T. Raum für aktuelle Kunst Luzern
- 2021/2018: Richas Digest Köln
- 2019/2017: Galerie Müller Luzern
- 2019: Kunstmuseum Solothurn
- 2021: Freitagsgalerie Imhof Solothurn
- 2021: RICHAS DIGEST Köln
- 2021:APROPOS Luzern, mit Kristin Lehmann

### Gruppenausstellungen
- 1978: Musée Rath Genève, 1. Quadriennale der Schweizer Zeichnung
- 1980: Musée cantonal des beaux-arts de Lausanne, «Les musées suisses collectionnent l’art actuel en Suisse»
- 1980: Kunsthaus Zürich, «Schweizer Museen sammeln aktuelle Schweizer Kunst»
- 1981: Galeria Nacional de Arte Moderna Lisboa, «LIS 81 International Show»
- 1981: Kunstmuseum Luzern, «Der behauste Mensch», Figuratives / Figürliches. Ein Aspekt der Inner-Schweizer Kunst der Gegenwart
- 1982: Museum zu Allerheiligen, Schaffhausen, «Neue Kunst aus Schaffhauser Sammlungen»
- 1982: Kunstmuseum Solothurn mit Aldo Solari und Anselm Stalder
- 1992: Galerie Bob van Orsouw Zürich, «366 Zeichnungen»
- 1993: Kunstmuseum Olten, «Sammlungserweiterung 1983–1992»
- 1994: Kantonales Kulturzentrum Palais Besenval. Solothurn, «Aussenwelten – Innenwelten». Landschaften in zeitgenössischer Kunst
- 1997: Musée Cantonal des Beaux-Arts Fribourg, «Saxifrage, le désespoir-du-peintre», La tendance expressive dans la peinture suisse contemporain
- 1999: Musée Cantonal des Beaux-Arts Sion, «Saxifrage, le désespoir-du-peintre»
- 2000: Sharjah Arts Museum Sharjah, United Arab Emirates
- 2005: IG Halle Kunst Experiment Diskurs, Alte Fabrik, Rapperswil «langläufer-sammlung bosshard 2»
- 2005: The Sharjah Art Museum Sharjah, UAE United Arab Emirates, «The Artcard»
- 2007: Kunstmuseum Solothurn «Kopf im Kubus» Konstrukte und Konstruktionen aus der Graphischen Sammlung des Kunstmuseums Solothurn
- 2008: Kunst(Zeug)Haus Rapperswil-Jona «der lange Atem – Schweizerkunst 1978 bis 2008 aus der Sammlung Peter und Elisabeth Bosshard»
- 2013: Kunstmuseum Olten, BABEL. There’s a Heaven above You!
- 2015: Galerie ArtQ13. Rom. Anonyme Zeichner
- 2015: Galerie Geyson20. Braunschweig/BRD. Anonyme Zeichner
- 2015: Galerie Nord/Kunstverein Tiergarten Berlin. Anonyme Zeichner
- 2016: Kunstverein Rüsselsheim/BRD. Anonyme Zeichner
- 2018: KunstZeugHaus Rapperswil-Jona. «Alphabet der Sammlung»[14]
- 2020: Kunstraum Baden/CH. "TOUCH ME I'M SICK - Kunst blickt auf Krankheit"
- 2021: KunstWerkKöln "STORAGE" Einblick in eine Stadt. Zusammen mit Barbara Lehmann

## Bibliographie
- 1982: Kunstmuseum Solothurn «Otto Lehmann. Anselm Stalder, Aldo Solari», Texte von André Kamber.
- 1983: Galerie Gersag, Emmenbrücke «Otto Lehmann. Wandtafelzeichnungen 1980-1982», Texte von Martin Kraft.
- 1984: Galerie Bloch, Innsbruck „Otto Lehmann“ Galerie Bloch, Innsbruck, Texte von Esther Bättig.
- 1984: Galerie Stummer, Zürich «Otto Lehmann. Bilder 1983/84», Texte von Peter Killer.
- 1986: Heft 1 «Otto Lehmann. Zwischen Raum», Texte von Dieter Bitterli, Michael Lehmann und Walter Lüssi.
- 1988: Kunstraum Medici, Solothurn / Kartause Ittingen, Kunstmuseum des Kantons Thurgau «Otto Lehmann», Texte von Elisabeth Grossmann.
- 1989: Galerie Jörg Stummer, Zürich «Otto Lehmann. Die Dunkelheit sichtbar machen», Texte von Elisabeth Grossmann.
- 1990: Heft 2 «Otto Lehmann. Innenraum», Texte von Sabine Altdorfer und Koni Bitterli.
- 1994: Heft 3 «Otto Lehmann. Verloren im Raum», Texte von Konrad Bitterli.
- 1994: Heft 4 «Otto Lehmann. Malerei zwischen Autonomie der bildnerischen Mittel und Repräsentation der  Bildzeichen», Texte von Philip Pocock und Michael Lehmann.
- 1998: Biographisches Lexikon der Schweizer Kunst. Hrsg.: Schweiz. Institut für Kunstwissenschaft, Zürich / Lausanne, Text von Martin Kraft.
- 2001: Kunstmuseum Solothurn «Otto Lehmann», Texte: Franz Müller und Christoph Vögele.
- 2005: Museen der Schweiz. Kunstmuseum Solothurn, Herausgeber: Stiftung BNP Paribas Schweiz in Zusammenarbeit mit dem Schweizerischen Institut für Kunstwissenschaft, Zürich und Lausanne
- 2011: Otto Lehmann, «Bilder einer Reise im Kopf», Text: Roswitha Schild in: KunstBulletin. 5/2011
- 2015: Roswitha Schild: Minotaurus und Ariadne am Jurasüdfuss. In: Otto und Kristin Lehmann (Hrsg.): Kunst im Knast. (Heft 5). Justizvollzugsanstalt Solothurn, Eigenverlag, Adligenswil.
- 2017: Ausst.kat. Von Anselm bis Zilla. Die Sammlung Peter und Elisabeth Bosshard der Stiftung Kunst(Zeug)Haus. Rapperswil-Jona. Text von Suzanne Kappeler. Lars Müller Publishers, Zürich.
- 2019: Ausst.kat. Otto Lehmann. Noli me tangere. Kunstmuseum Solothurn. Mit Texten von Alice Henkes und Christoph Vögele. Verlag für moderne Kunst, Wien, ISBN 978-3-903320-07-9.[15]